# Ignaz Urban
Pour les articles homonymes, voir Urban (homonymie).
Ignaz Urban (Ignatz Urban, Ignatius Urban), né en 1848 à Warburg et mort en 1931 à Berlin, est un botaniste allemand. Il est spécialiste de la flore des Antilles.